# Warren Barfield
Warren Harding Barfield, Jr. (Estados Unidos, 4 de mayo de 1979) es un músico de música cristiana estadounidense.

## Vida privada
Warren ha estado casado con Megan Barfield desde el 1 de septiembre de 2001 y su hijo, Warren Montgomery (conocido como Montgomery o Mont) nació el 30 de diciembre de 2008.

## Discografía
| Año  | Título             |
| ---- | ------------------ |
| 2000 | Beyond Me          |
| 2001 | My Heart Is Quiet  |
| 2003 | Warren Barfield    |
| 2006 | Reach              |
| 2008 | Worth Fighting For |